# ハミの虐殺
ハミの虐殺（ハミのぎゃくさつ、Ha My massacre）は、ベトナム戦争中の1968年2月25日に南ベトナムクアンナム省ハミ村（現在のディエンバン市社）で大韓民国海兵隊によって非武装の民間人135人が虐殺された事件である。

## 概要
1968年2月12日、韓国海兵隊第2海兵旅団（青龍部隊）(en)は南ベトナムクアンナム省フォンニィ・フォンニャット村で民間人虐殺事件を起こし、その日のうちにアメリカ軍・南ベトナム軍によって犯行が明らかにされていたが、2月25日に再び、同じクアンナム省のハミ村で民間人135人を虐殺した。3人だけを残して全員殺害された村もあった。殺害方法は村民を広場に集め、一斉に射撃を加えたり、手榴弾を投げつけたりして実行された。
このため、アメリカ軍内部では韓国軍を完全な後方部隊とするか、ベトコンが完全に支配していて誰を殺しても問題とされない地域に配置転換すべきであるとした検討が行われた。
2017年7月10日の『ニューヨーク・タイムズ』社説は、「ベトナム政府は過去を振り返るよりも未来に目を向けたいと考えており、韓国政府は第二次世界大戦の日本との未解決の問題（慰安婦問題）を重視している。しかし、一つだけはっきりしていることがある。それは、ハミの人々にとって、その悲惨な過去は、決して過去のものではないということだ」と指摘している。

## 虐殺記念碑（追悼碑)
ベトナムではドイモイ政策以後、各地でベトナム戦争中の虐殺記念碑（追悼碑、憎悪碑）が設置されてきた。
1999年9月、韓国軍青龍部隊退役兵がハミ村を訪問し、記念碑資金25000ドルの寄付を申し出た。大理石板でできた記念碑は2000年11月に完成した。

### 碑文
碑文には、次のように刻まれた。

### 韓国による全文削除
しかし、2000年に完成記念式典に参加した退役軍人らによって、村民によって刻まれた虐殺行為に関する碑文が韓国側に伝わると、韓国政府を通じて修正削除を要求した。ハミの村民は「碑文の内容まで干渉することは受け入れられない。これは我々の歴史で過去であり真実だ」として、要求を拒絶した。
韓国政府はハノイの韓国大使館を通じてベトナム政府に圧力をかけ、ベトナム政府は地方自治体に村民を説得するよう指示した。さらに地元の村の幹部を韓国に招待して接待を行い、懐柔した。
ハミの村民は抵抗を続けたが、「歴史を歪曲して記録するより、記録しないほうがいい」として全文削除を決定し、碑文の上に蓮の絵の石板を重ねた。ハミの村民は「それこそ歴史にフタをすることだ」と述べた。

## 韓国の民間団体による市民平和法廷
2018年4月、韓国内の弁護士団体やベトナム友好団体らが中心となり、ベトナム戦争当時の韓国軍による民間人虐殺の真相究明を目的とした模擬法廷であるベトナム市民平和法廷が開かれた。ハミの虐殺の生存者であったグエン・ティ・タンらが原告となり大韓民国政府を訴え、判決では「重大な人権侵害であり、戦争犯罪の性格を帯びる事件」として大韓民国政府の責任が述べられた。